# 僕たちの未来 (アルバム)
『僕たちの未来』（ぼくたちのみらい）は、柴田淳の8枚目のスタジオ・アルバム。2011年8月3日にビクターエンタテインメント発売。

## 解説
前作『ゴーストライター』から1年9ヶ月振りのアルバムで、全12曲収録。
初回限定盤には、20分30秒にわたるインディーズ時代にViki&Jun名義で発表していた「心の声」のピアノ弾き語りによるセルフカバーがボーナス・トラックとして収録の他、アルバムのレコーディング風景を収録したDVDと柴田自身が製作した絵本が封入されている。
本作発売前に発表された新曲の「あなたの名前」は初の配信限定楽曲で先行CDシングルが1曲も無い状態での発売となった。
オリコンチャート最高位10位を獲得。

## 収録曲
CD
| 全作詞・作曲: 柴田淳。 |                                                             |           |            |            |       |
| #                      | タイトル                                                    | 作詞      | 作曲・編曲 | 編曲       | 時間  |
| 1.                     | 「この世の果て」                                            | 柴田淳    | 柴田淳     | 松浦晃久   | 5:46  |
| 2.                     | 「あなたの名前」                                            | 柴田淳    | 柴田淳     | 松浦晃久   | 5:37  |
| 3.                     | 「風」                                                      | 柴田淳    | 柴田淳     | 羽毛田丈史 | 4:35  |
| 4.                     | 「LAFAYETTE -instrumental-」                                | 柴田淳    | 柴田淳     |            | 0:42  |
| 5.                     | 「願い」                                                    | 柴田淳    | 柴田淳     | 羽毛田丈史 | 4:59  |
| 6.                     | 「ハーブティ」                                              | 柴田淳    | 柴田淳     | 羽毛田丈史 | 4:07  |
| 7.                     | 「桜日和」                                                  | 柴田淳    | 柴田淳     | 羽毛田丈史 | 5:15  |
| 8.                     | 「マナー」                                                  | 柴田淳    | 柴田淳     | 羽毛田丈史 | 5:20  |
| 9.                     | 「うたかた。〜弾き語り〜」                                  | 柴田淳    | 柴田淳     | 柴田淳     | 5:47  |
| 10.                    | 「さよならの前に」                                          | 柴田淳    | 柴田淳     | 羽毛田丈史 | 5:55  |
| 11.                    | 「おやすみなさい。またあとで…」                             | 柴田淳    | 柴田淳     | 澤近泰輔   | 5:20  |
| 12.                    | 「心の声 〜弾き語り〜」(初回限定盤のみのボーナス・トラック) | 柴田淳    | 柴田淳     | 柴田淳     | 20:30 |
| 合計時間:              | 合計時間:                                                   | 合計時間: | 73:53      |            |       |

DVD
| #  | タイトル                  | 作詞 | 作曲・編曲 |
| -- | ------------------------- | ---- | ---------- |
| 1. | 「Recording Documentary」 |      |            |